# Le Brugeron
Le Brugeron is een gemeente in het Franse departement Puy-de-Dôme (regio Auvergne-Rhône-Alpes) en telt 266 inwoners (2004). De plaats maakt deel uit van het arrondissement Ambert.

## Geografie
De oppervlakte van Le Brugeron bedraagt 27,6 km², de bevolkingsdichtheid is 9,6 inwoners per km².
De onderstaande kaart toont de ligging van Le Brugeron met de belangrijkste infrastructuur en aangrenzende gemeenten.

## Demografie
Onderstaande figuur toont het verloop van het inwonertal (bron: INSEE-tellingen).